# Hostomel
Hostomel (ukrainska: Гостомель) är en ort (stadsliknande samhälle) i Kiev oblast i norra Ukraina. Orten ligger cirka 24 kilometer nordväst om centrala Kiev. Hostomel beräknades ha 18 466 invånare i januari 2022.
Vid orten ligger Hostomels flygplats.
Hostomel skadades svårt under Rysslands invasion av Ukraina 2022. Stadens borgmästare Yuri Prilipko var bland dem som dödades av angriparna.

## Den ryska invasionen 2022
Den 24 februari 2022, den första dagen av Rysslands invasion av Ukraina 2022, attackerades Hostomel och Hostomels flygplats av den ryska militären i ett försök att inta staden. Ukrainas president Volodymyr Zelenskyj sade att "en rysk luftburen styrka på flygplatsen Hostomel utanför Kiev, som har en stor landningsbana, har stoppats och håller på att förstöras." Den 24 februari sade den ukrainske militärbefälhavaren Valerii Zaluzhnyi: "En strid rasar i Hostomel". Planet Antonov 225, (världens största plan), förstördes när hangaren det befann sig i härjades av de ryska styrkorna, förmodligen genom beskjutning och artilleri.
Veckan därpå började ryssarna använda Hostomel som en främre operativ bas för att attackera Kiev. De trupper som skickades till Kiev mötte ukrainska styrkor i Butja och Irpin. Flera ryska enheter förstördes av artilleri och angrepp med drönaren Bayraktar TB2. Ukrainska styrkor försköt också frontlinjen tillbaka till Hostomel, med ukrainska specialstyrkor som lanserade räder mot Kadyrovites den 27 februari, och mot ryska mekaniserade enheter under veckan.
Den 7 mars 2022 dödade ryska trupper borgmästare Yuriy Prylypko medan han levererade mat och mediciner i staden.
Den här artikeln är helt eller delvis baserad på material från engelskspråkiga Wikipedia, Hostomel, 16 januari 2023.